# Comités Comunistas Revolucionários Marxistas-Leninistas
Os Comités Comunistas Revolucionários (Marxistas-Leninistas), ou CCR, foram criados em 1970 a partir de uma cisão do CM-LP, a primeira organização maoísta portuguesa, fundada em 1964 por Francisco Martins Rodrigues, dirigente destacado do PCP.

O principal protagonista da cisão do CM-LP que criou os CCR foi João Bernardo, então no exílio, como aliás a prática totalidade dos outros elementos do CM-LP. Essa cisão foi justificada por uns documentos que ficaram conhecidos como as "cartas de Tiago", um dos pseudónimos de clandestinidade de João Bernardo no CM-LP. No órgão clandestino dos CCR, "Viva o Comunismo!", foi publicado o longo artigo "À Esquerda de Cunhal todos os Gatos São Pardos", uma análise global da extrema-esquerda portuguesa naquela época. Este artigo, com várias partes, introduziu pela primeira vez em Portugal o conceito da "pequena burguesia dos serviços", e negava o caracter revolucionário das outras organizações baseando-se na sua suposta base social de apoio, que seria, conforme as organizações, essa pequena burguesia ("camada inferior") ou o lumpenproletariado.
No interior do país os CCR obtiveram a sua maior radicação, entre 1970 e 1973, sobretudo, mas não exclusivamente, a partir do Instituto Superior Técnico. Os CCR estavam também presentes em vários sectores operários, nomeadamente nas oficinas da Carris (companhia de transportes públicos de Lisboa), na fábrica da Standard Electric em Cascais e outras em Queluz-Amadora. Caracterizavam os CCR a propensão para uma elaboração teórica complexa que era considerada de inspiração trotskista por muitos adversários, e a advogada prioridade à "implantação operária" dos estudantes que constituíam a organização.
Em Agosto de 1972 a polícia política do regime fascista português começou a desmantelar a organização, com prisões que atingiram o seu auge em Dezembro de 1973, com a prisão de dois dos seus dirigentes, António Rocha e Paula Fonseca, praticamente liquidando vários sectores da organização. Todos os presos denunciaram, sob tortura, camaradas, de que resultou a sucessão em cadeia das prisões. Devido a esses golpes, a divergências quanto à orientação seguida em Portugal e a divergências quanto à evolução da linha política do PC chinês, os CCR acabaram por se autodissolver nos primeiros meses de 1974. Com efeito, a maioria da organização, sobretudo a existente no interior do país, considerava que as análises até aí elaboradas, incluindo as relativas a outras organizações de extrema-esquerda, embora elegantemente construídas nada tinham a ver com a realidade, e não aceitava a acusação de revisionismo com que João Bernardo passara a acusar a China desde antes da morte de Lin Piao, apesar de Mao Zedong ser ainda o líder da China e o "Bando dos Quatro" estar em atividade.
Depois da queda do fascismo em 25 de abril de 1974, vários elementos dos CCR que estavam na clandestinidade em Portugal reconstituíram a organização, nomeadamente Acácio Barreiros e Vieira Lopes (dirigente clandestino no interior), fomentando pouco depois a criação da União Democrática Popular (UDP) a partir da aliança com outros dois grupos marxistas-leninistas, com uma orientação política menos sectária, mais adepta da "linha de massas" e pró-chinesa (mais tarde, pró-albanesa).
Por seu lado, João Bernardo, regressado do exílio, junto com Rita Delgado e João Crisóstomo, também provenientes dos CCR, fundaram o jornal "Combate", publicado desde 1974 até 1978. O "Combate" seguiu uma orientação adepta da autonomia operária e esteve muito ligado às Comissões de Trabalhadores e ao movimento de ocupação de empresas em 1974 e 1975.
Mariano Gago, que fora para Paris em 1972 para fazer o doutoramento, e também dirigente da Organização, tendo alinhado com João Bernardo na dissidência da Organização também não participaria na reconstituição dos CCRM-L pós-25 de Abril.
Militaram nos CCR figuras como Acácio Barreiros, António Rocha, Carlos António, Fernando Brito, Frederico Carvalho, Isabel Ferreira, João Pedro da Ponte, João Vieira Lopes, José Luís Pinto de Sá (que, preso em Maio de 1973 e após resistência inicial à tortura, veio a colaborar ativamente com a PIDE enquanto preso), os operários Rui Rodrigues e Filipe Simões, José Luís Serpa, José Mariano Gago, Manuel Lopes, Mariano Castro, Mário Fernandes, Paula Fonseca, Rita Delgado e Rui Teives Henriques. António Rocha, o dirigente preso pela PIDE nos finais de 1973, revelou sob tortura os nomes dos principais militantes dos comités ainda não desmantelados, mas afortunadamente ocorreu o 25 de Abril pouco depois. Rocha emigrou e viria a reconstruir a vida no Brasil.
Na Bibliothèque de Documentation Internationale Contemporaine da Université de Paris - Nanterre existe um fundo respeitante aos CCR contendo, entre outros materiais, documentos internos inéditos e relatórios manuscritos. Este fundo está disponível para consulta e seu inventário está disponível para consulta na internet.